# Leichtathletik-Weltmeisterschaften 2019/100 m Hürden der Frauen

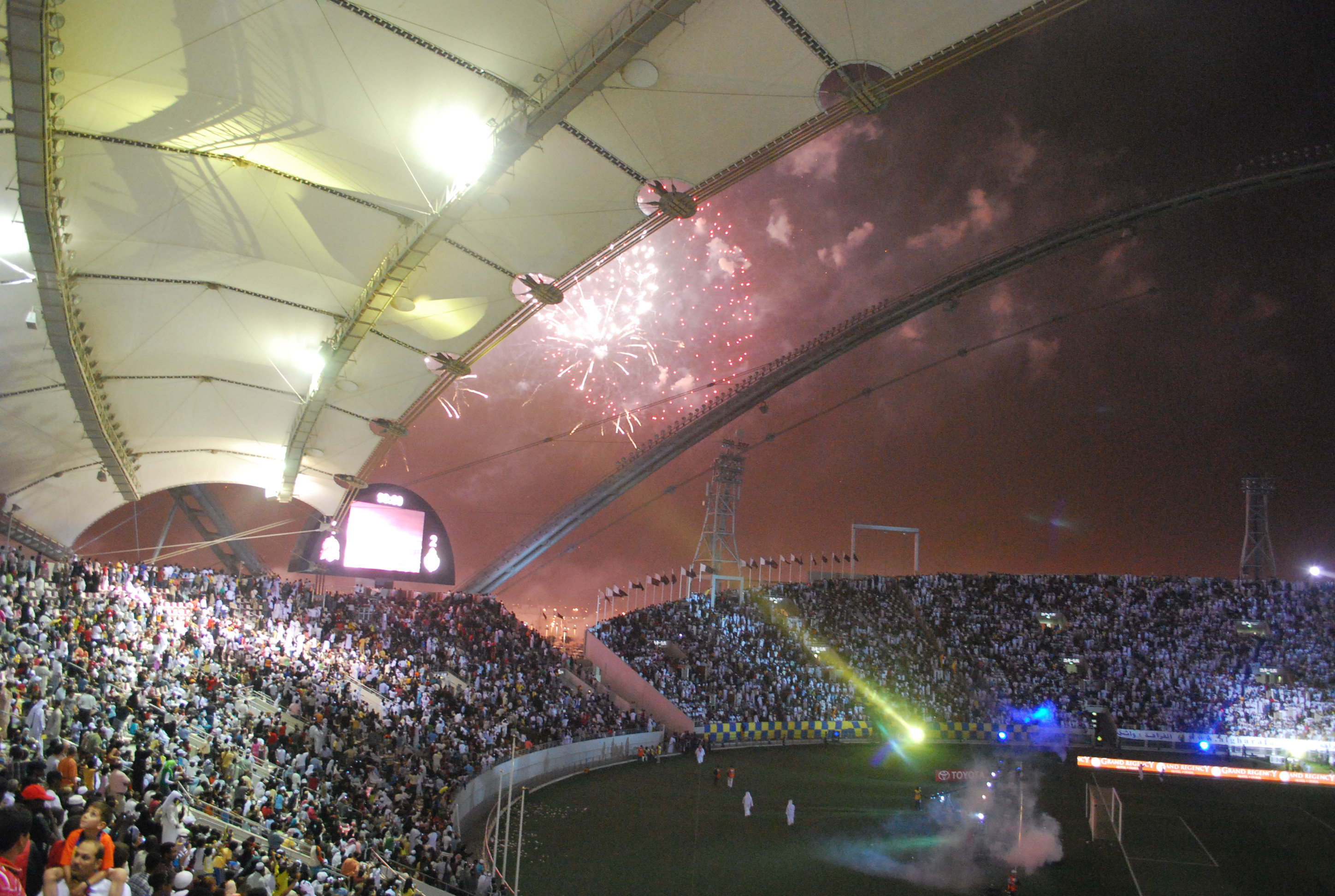
Das Khalifa International Stadium
während des Emir Cups im Jahr 2009

Der 100-Meter-Hürdenlauf der Frauen bei den Leichtathletik-Weltmeisterschaften 2019 fand am 5. und 6. Oktober 2019 im Khalifa International Stadium der katarischen Hauptstadt Doha statt.
38 Athletinnen aus 25 Ländern nahmen an dem Wettbewerb teil.
Die US-amerikanischen Hürdensprinterinnen durften sich über einen Doppelsieg freuen. Weltmeisterin wurde die Olympiazweite von 2016 Nia Ali mit 12,34 s. Silber ging in 12,46 s an Kendra Harrison. Die Bronzemedaille sicherte sich die Weltmeisterin von 2015 Danielle Williams aus Jamaika in 12,47 s.

## Rekorde
Vor dem Wettbewerb galten folgende Rekorde:
| Weltrekord | Kendra Harrison | 12,20 s | London Grand Prix, London, Großbritannien | 22. Juli 2016     |
| WM-Rekord  | Sally Pearson   | 12,28 s | WM in Daegu, Südkorea                     | 3. September 2011 |

Der bestehende WM-Rekord wurde bei diesen Weltmeisterschaften nicht eingestellt und nicht verbessert.
Es wurden vier Landesrekorde aufgestellt:
- 12,68 s – Andrea Vargas (Costa Rica), dritter Vorlauf am 5. Oktober bei einem Rückenwind von 0,4 m/s
- 12,65 s – Andrea Vargas (Costa Rica), drittes Halbfinale bei einem Rückenwind von 0,6 m/s
- 12,64 s – Andrea Vargas (Costa Rica), Finale bei einem Rückenwind von 0,6 m/s
- 12,62 s – Nadine Visser (Niederlande), erstes Halbfinale am 6. Oktober bei einem Rückenwind von 0,3 m/s

## Vorläufe
Aus den fünf Vorläufen qualifizierten sich die jeweils vier Ersten jedes Laufes – hellblau unterlegt – und zusätzlich die vier Zeitschnellsten – hellgrün unterlegt – für das Halbfinale.

### Lauf 1

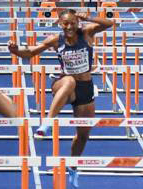
Solène Ndama erreichte in ihrem Vorlauf nicht das Ziel

5. Oktober 2019, 17:15 Uhr Ortszeit (16:15 Uhr MESZ)

Wind: +0,3 m/s
| Platz | Bahn | Athletin             | Land            | Zeit (s) |
| ----- | ---- | -------------------- | --------------- | -------- |
| 1     | 7    | Nia Ali              | USA             | 12,59    |
| 2     | 4    | Megan Tapper         | Jamaika         | 12,78    |
| 3     | 2    | Cindy Ofili          | Großbritannien  | 12,97    |
| 4     | 9    | Génesis Romero       | Venezuela       | 13,14    |
| 5     | 5    | Asuka Terada         | Japan           | 13,20    |
| 6     | 8    | Stanislava Škvarková | Slowakei        | 13,44    |
| 7     | 6    | Adrine Monagi        | Papua-Neuguinea | 14,00    |
|       | 3    | Solène Ndama         | Frankreich      | DNF      |

### Lauf 2

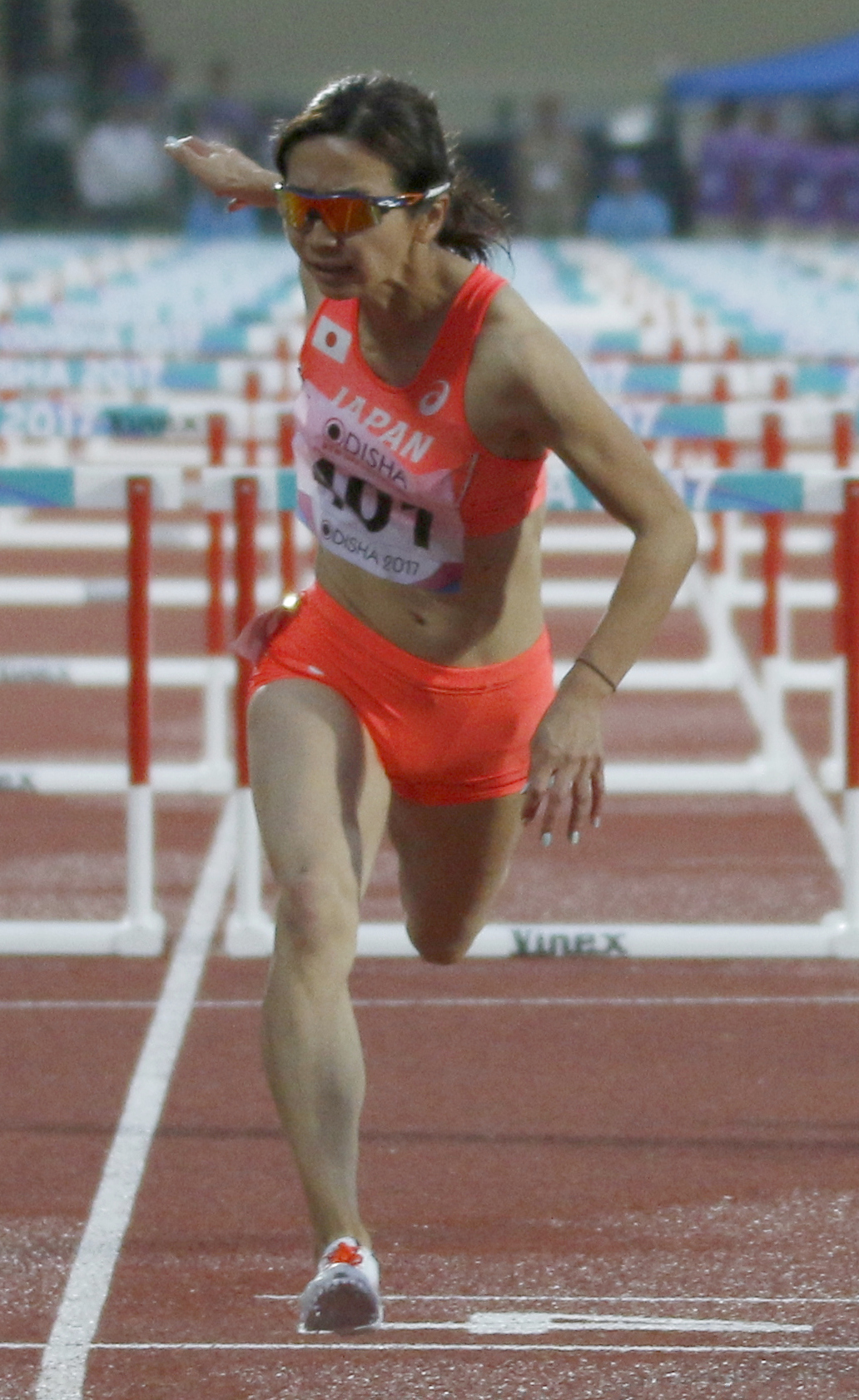
Ayako Kimura – ausgeschieden als Fünfte in 13,19 s
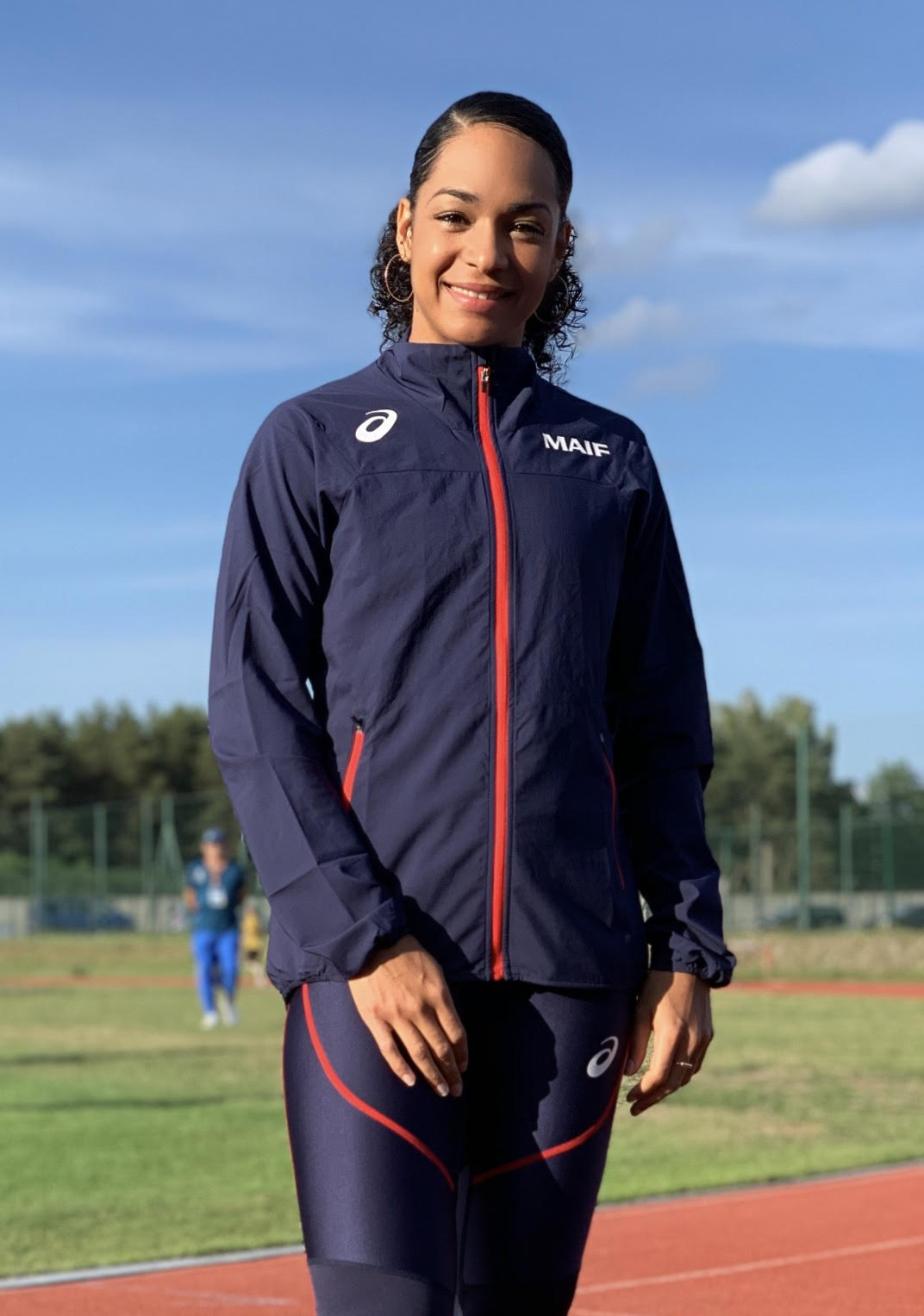
Fanny Quenot – ausgeschieden als Sechste in 13,51 s
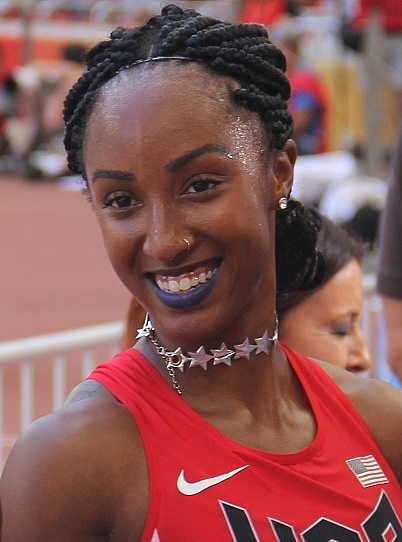
Brianna McNeal, frühere Brianna Rollins – disqualifiziert wegen Fehlstarts

5. Oktober 2019, 17:23 Uhr Ortszeit (16:23 Uhr MESZ)

Wind: +0,2 m/s
| Platz | Bahn | Athletin          | Land       | Zeit (s) |
| ----- | ---- | ----------------- | ---------- | -------- |
| 1     | 8    | Luminosa Bogliolo | Italien    | 12,80    |
| 2     | 7    | Yanique Thompson  | Jamaika    | 12,85    |
| 3     | 4    | Anne Zagré        | Belgien    | 12,91 SB |
| 4     | 5    | Brianna Beahan    | Australien | 13,11    |
| 5     | 6    | Ayako Kimura      | Japan      | 13,19    |
| 6     | 2    | Fanny Quenot      | Frankreich | 13,51    |
|       | 3    | Brianna McNeal    | USA        | DSQ V1   |

### Lauf 3

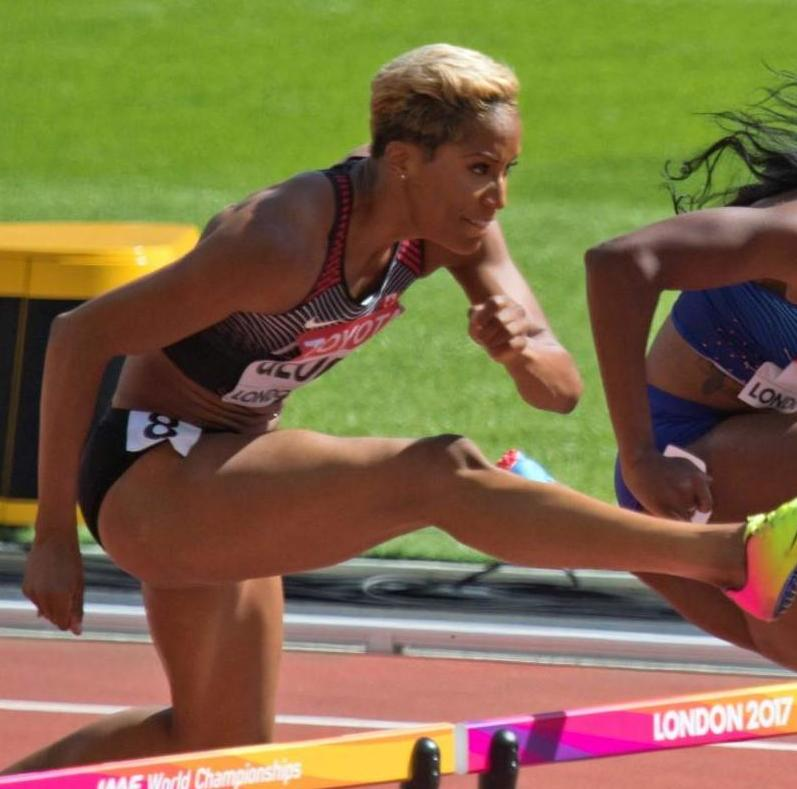
Phylicia George – ausgeschieden als Siebte in 13,49 s

5. Oktober 2019, 17:31 Uhr Ortszeit (16:31 Uhr MESZ)

Wind: +0,4 m/s
| Platz | Bahn | Athletin          | Land       | Zeit (s) |
| ----- | ---- | ----------------- | ---------- | -------- |
| 1     | 5    | Danielle Williams | Jamaika    | 12,51    |
| 2     | 8    | Andrea Vargas     | Costa Rica | 12,68 NR |
| 3     | 3    | Annimari Korte    | Finnland   | 12,97    |
| 4     | 6    | Luca Kazák        | Ungarn     | 13,00    |
| 5     | 7    | Beate Schrott     | Österreich | 13,08    |
| 6     | 4    | Celeste Mucci     | Australien | 13,14    |
| 7     | 2    | Phylicia George   | Kanada     | 13,49    |

### Lauf 4

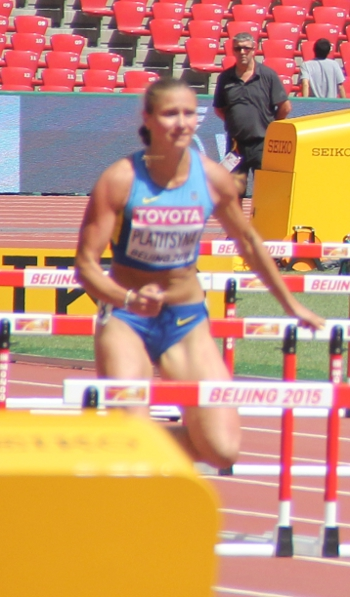
Hanna Plotizyna – ausgeschieden als Siebte in 13,30 s

5. Oktober 2019, 17:39 Uhr Ortszeit (16:39 Uhr MESZ)

Wind: +0,3 m/s
| Platz | Bahn | Athletin          | Land         | Zeit (s) |
| ----- | ---- | ----------------- | ------------ | -------- |
| 1     | 4    | Kendra Harrison   | USA          | 12,55    |
| 2     | 8    | Cindy Roleder     | Deutschland  | 12,76 SB |
| 3     | 3    | Elwira Herman     | Belarus      | 12,84    |
| 4     | 2    | Reetta Hurske     | Finnland     | 12,96    |
| 5     | 5    | Gréta Kerekes     | Ungarn       | 13,11    |
| 6     | 7    | Vanessa Clerveaux | Haiti        | 13,15    |
| 7     | 6    | Hanna Plotizyna   | Ukraine      | 13,30    |
| 8     | 9    | Irina Welihanowa  | Turkmenistan | 14,79    |

### Lauf 5

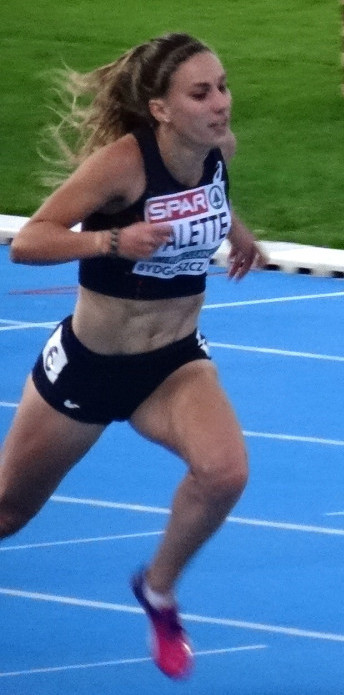
Laura Valette – ausgeschieden als Achte in 13,47 s

5. Oktober 2019, 17:47 Uhr Ortszeit (16:47 Uhr MESZ)

Wind: +0,2 m/s
| Platz | Bahn | Athletin            | Land        | Zeit (s) |
| ----- | ---- | ------------------- | ----------- | -------- |
| 1     | 9    | Tobi Amusan         | Nigeria     | 12,48 PB |
| 2     | 4    | Janeek Brown        | Jamaika     | 12,61    |
| 3     | 5    | Nadine Visser       | Niederlande | 12,75    |
| 4     | 7    | Karolina Kołeczek   | Polen       | 12,78    |
| 5     | 3    | Nooralotta Neziri   | Finnland    | 12,92    |
| 6     | 6    | Rikenette Steenkamp | Südafrika   | 12,97 SB |
| 7     | 2    | Michelle Jenneke    | Australien  | 12,98 SB |
| 8     | 8    | Laura Valette       | Frankreich  | 13,47    |

## Halbfinale
Aus den drei Halbfinalläufen qualifizierten sich die jeweils zwei Ersten jedes Laufes – hellblau unterlegt – und zusätzlich die zwei Zeitschnellsten – hellgrün unterlegt – für das Finale.

### Lauf 1
6. Oktober 2019, 19:03 Uhr Ortszeit (18:03 Uhr MESZ)

Wind: +1,0 m/s
| Platz | Bahn | Athletin          | Land        | Zeit (s) |
| ----- | ---- | ----------------- | ----------- | -------- |
| 1     | 6    | Danielle Williams | Jamaika     | 12,41    |
| 2     | 7    | Nia Ali           | USA         | 12,44 PB |
| 3     | 5    | Nadine Visser     | Niederlande | 12,62 NR |
| 4     | 4    | Cindy Roleder     | Deutschland | 12,86    |
| 5     | 8    | Luca Kozák        | Ungarn      | 12,87 SB |
| 6     | 9    | Annimari Korte    | Finnland    | 12,97    |
| 7     | 2    | Michelle Jenneke  | Australien  | 13,09    |
| 8     | 3    | Génesis Romero    | Venezuela   | 13,18    |

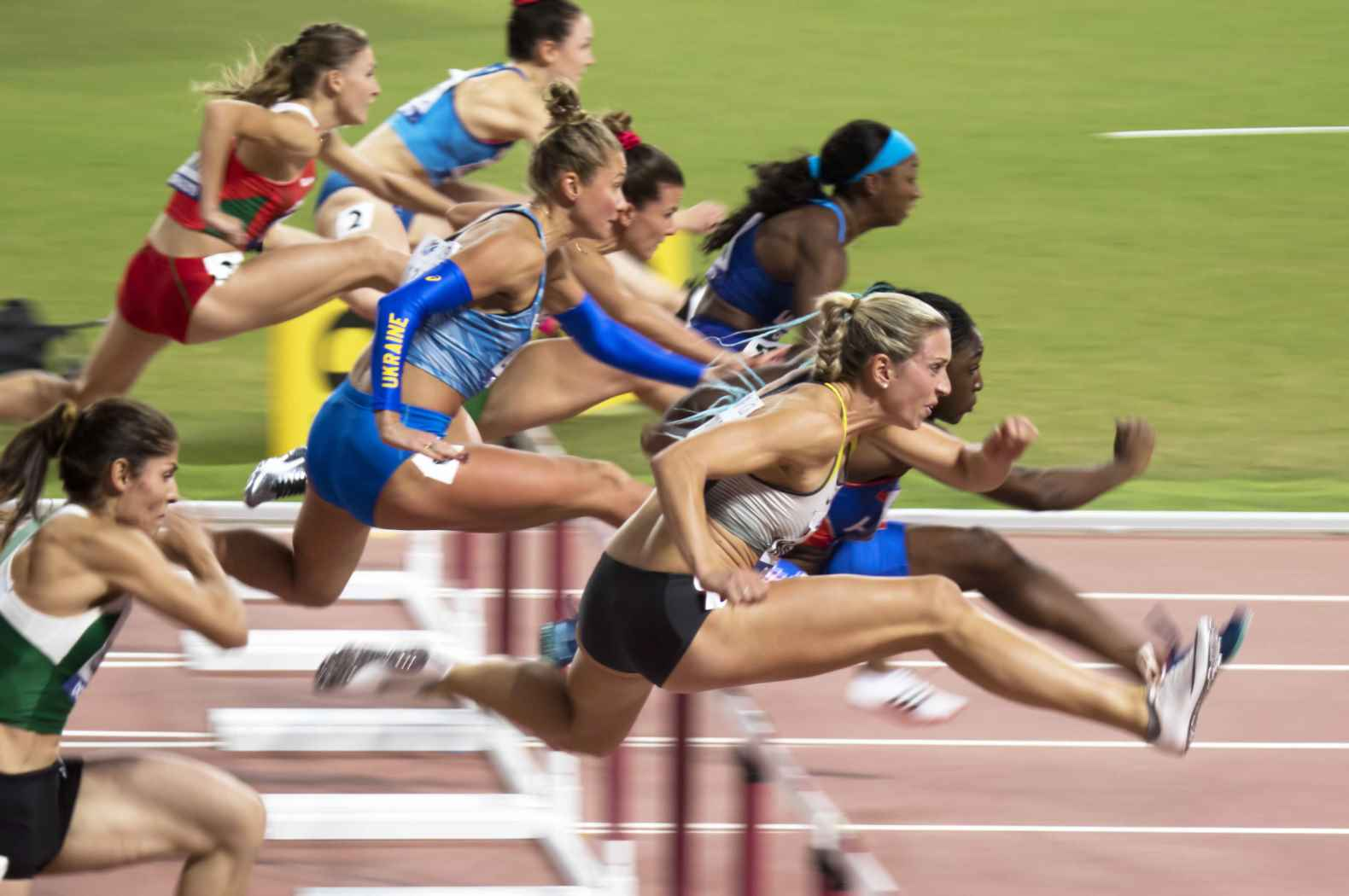
Ein noch dicht gedrängtes Feld im ersten Halbfinale

Im ersten Halbfinale ausgeschiedene Hürdensprinterinnen:

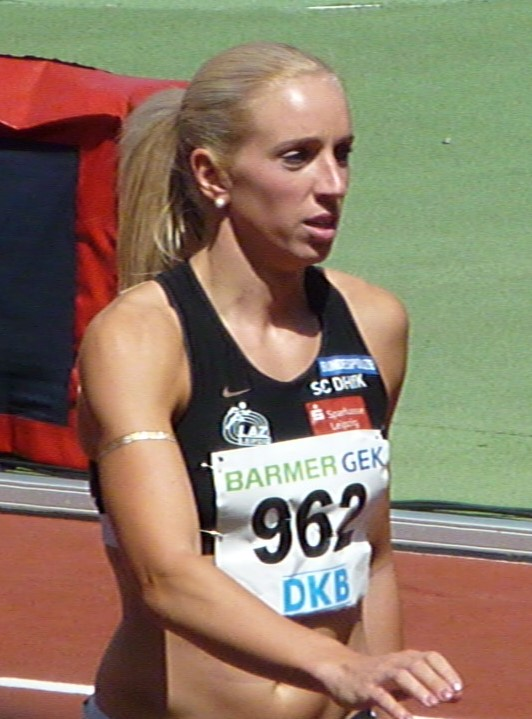
Cindy Roleder Rang vier in 12,86 s
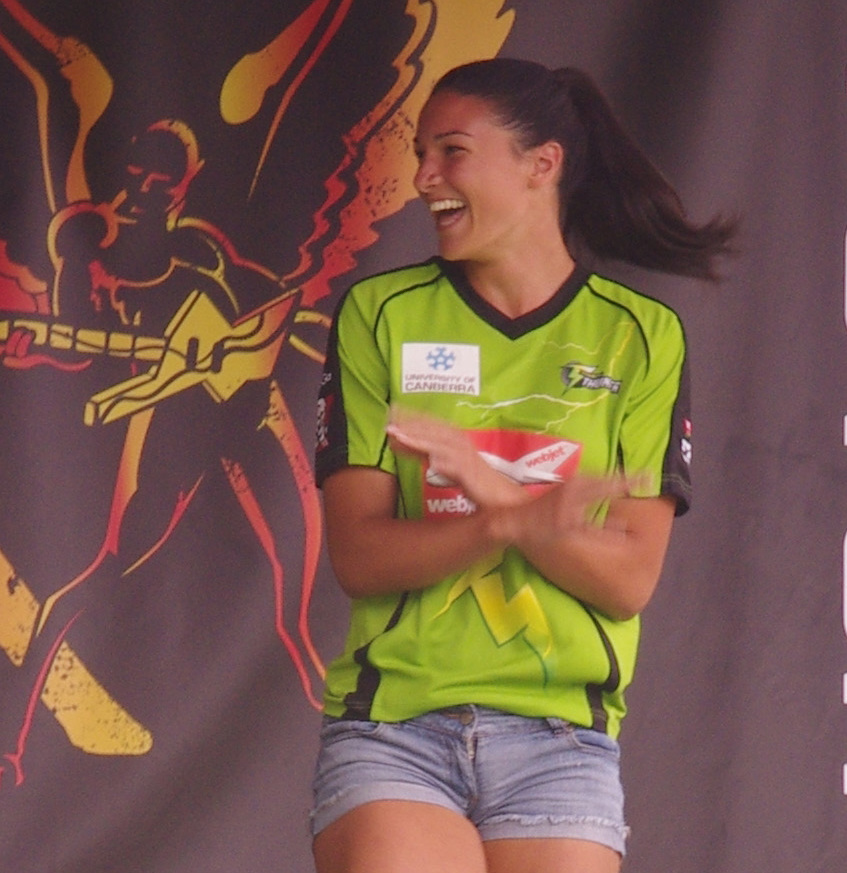
Michelle Jenneke Rang sieben in 13,09 s

### Lauf 2
6. Oktober 2019, 19:10 Uhr Ortszeit (18:10 Uhr MESZ)

Wind: +0,8 m/s
| Platz | Bahn | Athletin            | Land           | Zeit (s) |
| ----- | ---- | ------------------- | -------------- | -------- |
| 1     | 5    | Kendra Harrison     | USA            | 12,58    |
| 2     | 4    | Megan Tapper        | Jamaika        | 12,61 PB |
| 3     | 6    | Yanique Thompson    | Jamaika        | 12,80 SB |
| 4     | 8    | Karolina Kołeczek   | Polen          | 12,86    |
| 5     | 2    | Nooralotta Neziri   | Finnland       | 12,89 SB |
| 6     | 9    | Cindy Ofili         | Großbritannien | 12,95    |
| 7     | 3    | Rikenette Steenkamp | Südafrika      | 12,96 SB |
| 8     | 7    | Luminosa Bogliolo   | Italien        | 13,06    |

Im zweiten Halbfinale ausgeschiedene Hürdensprinterinnen:

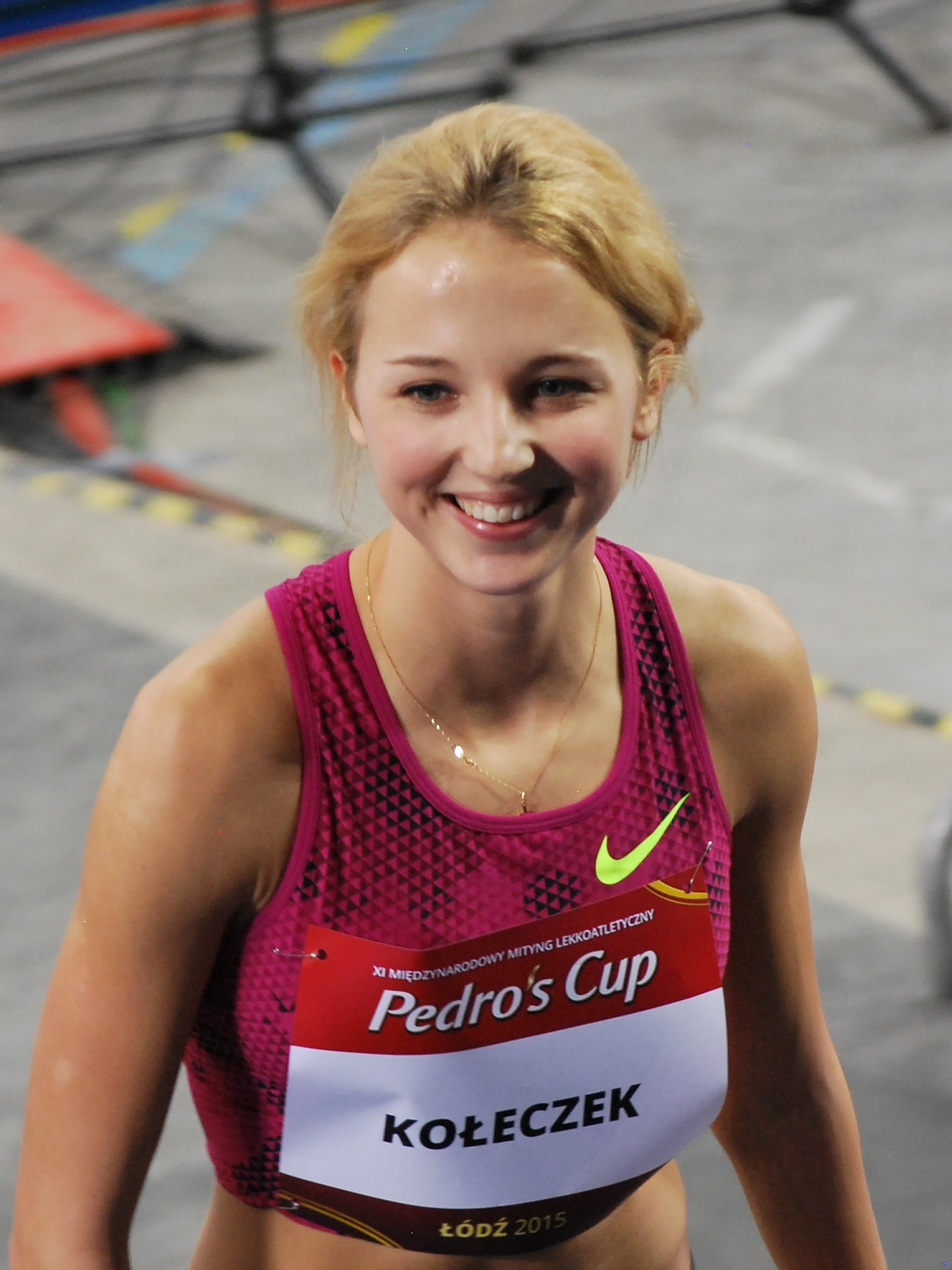
Karolina Kołeczek Rang vier in 12,86 s
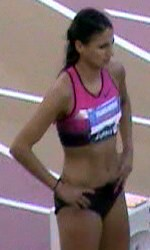
Nooralotta Neziri Rang fünf in 12,89 s
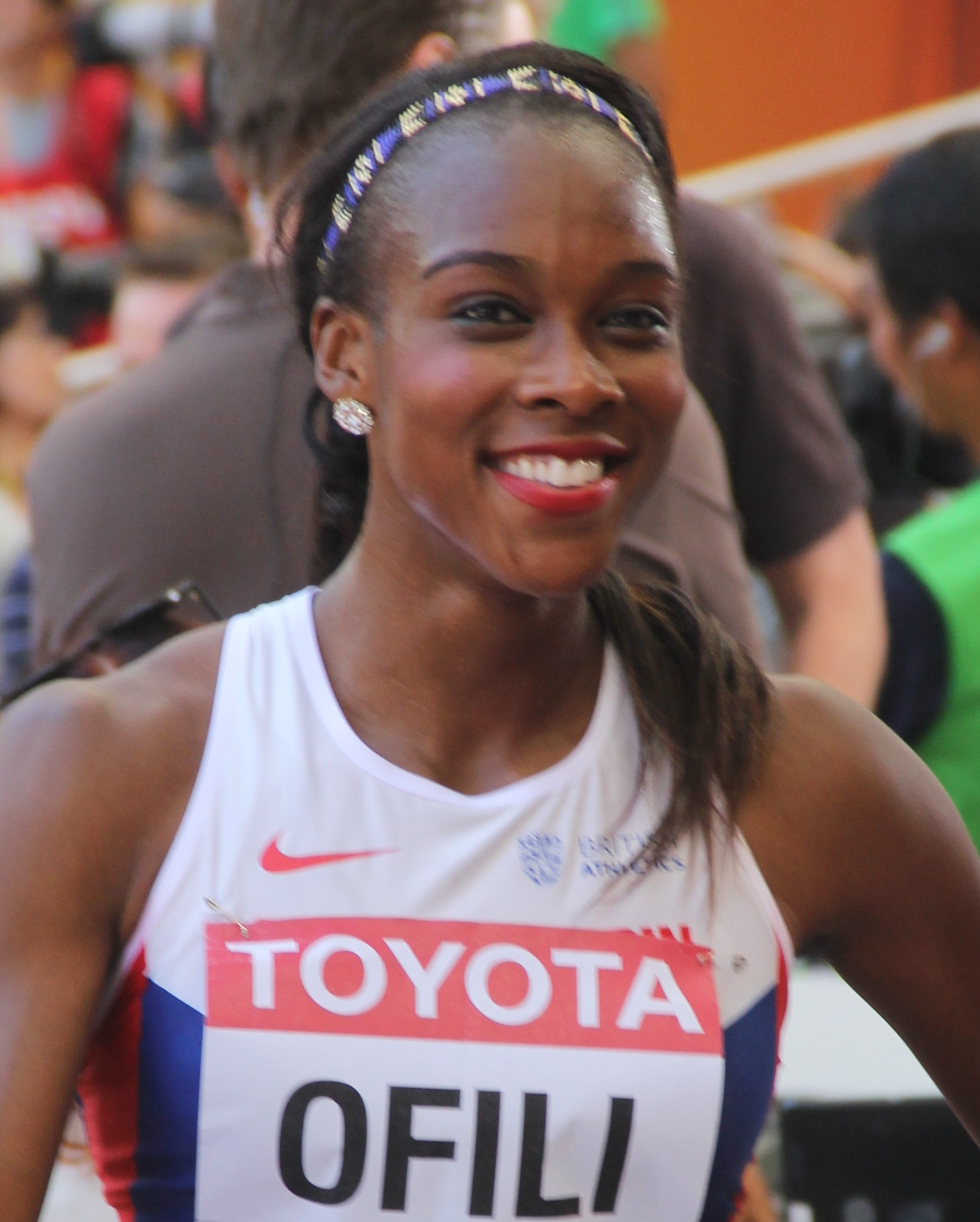
Cindy Ofili Rang sechs in 12,95 s
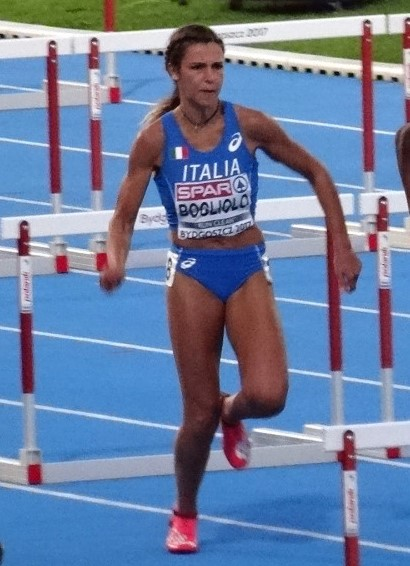
Luminosa Bogliolo Rang acht in 13,06 s

### Lauf 3
6. Oktober 2019, 19:18 Uhr Ortszeit (18:18 Uhr MESZ)

Wind: +0,6 m/s
| Platz | Bahn | Athletin       | Land       | Zeit (s) |
| ----- | ---- | -------------- | ---------- | -------- |
| 1     | 5    | Tobi Amusan    | Nigeria    | 12,48 PB |
| 2     | 7    | Janeek Brown   | Jamaika    | 12,62    |
| 3     | 4    | Andrea Vargas  | Costa Rica | 12,65 NR |
| 4     | 6    | Elwira Herman  | Belarus    | 12,78    |
| 5     | 8    | Reetta Hurske  | Finnland   | 13,24    |
| 6     | 3    | Beate Schrott  | Österreich | 13,25    |
| 7     | 2    | Brianna Beahan | Australien | 13,38    |
|       | 9    | Anne Zagré     | Belgien    | DSQ HF1  |

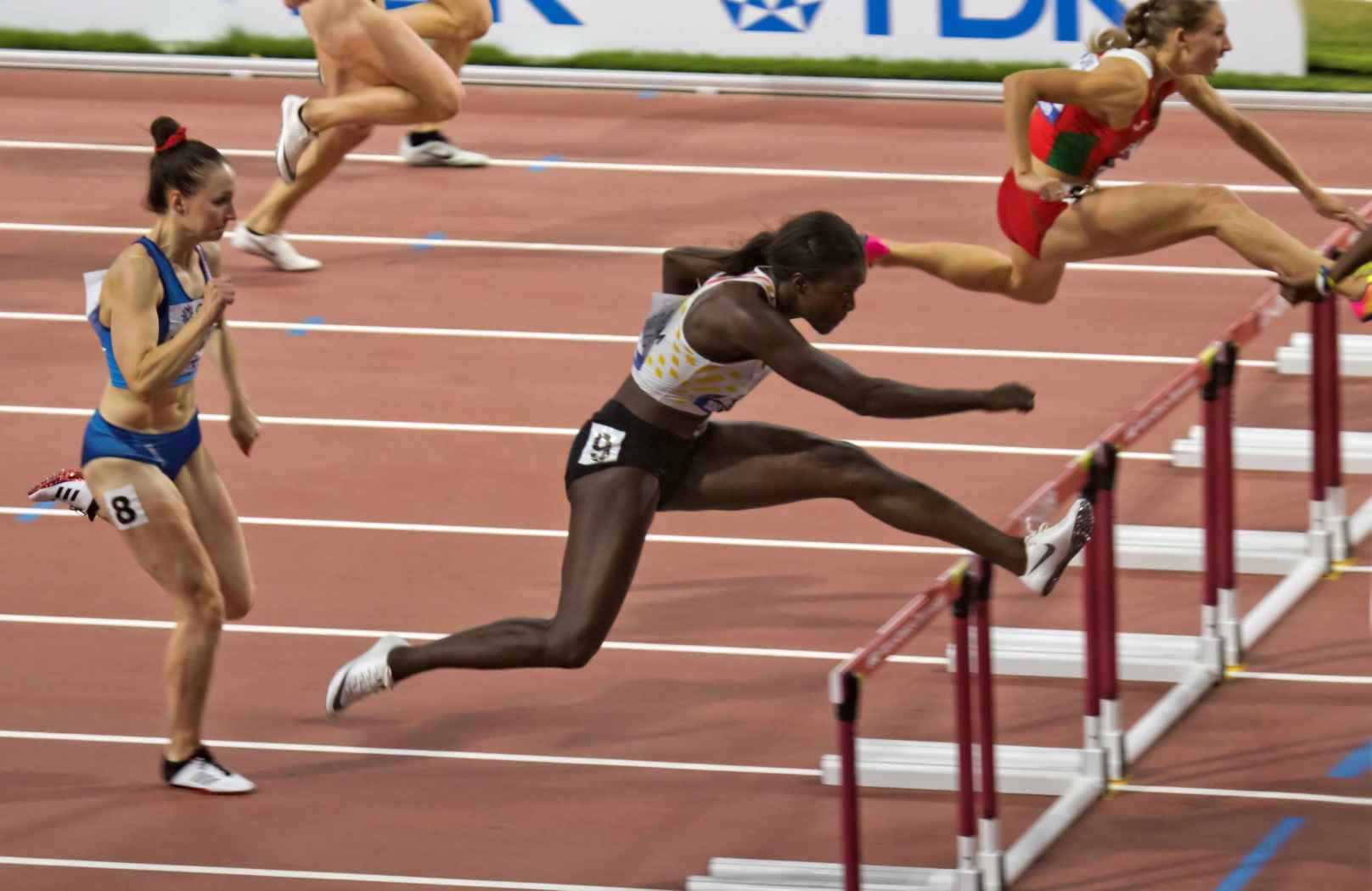
Drittes Halbfinale (v. l. n. r.): Reetta Hurske, Anne Zagré, Andrea Carolina Vargas

Im dritten Halbfinale ausgeschiedene Hürdensprinterinnen:

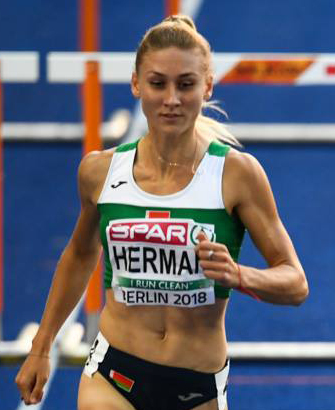
Elwira Herman Rang vier in 12,78 s
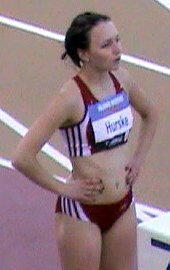
Reetta Hurske Rang fünf in 13,24 s
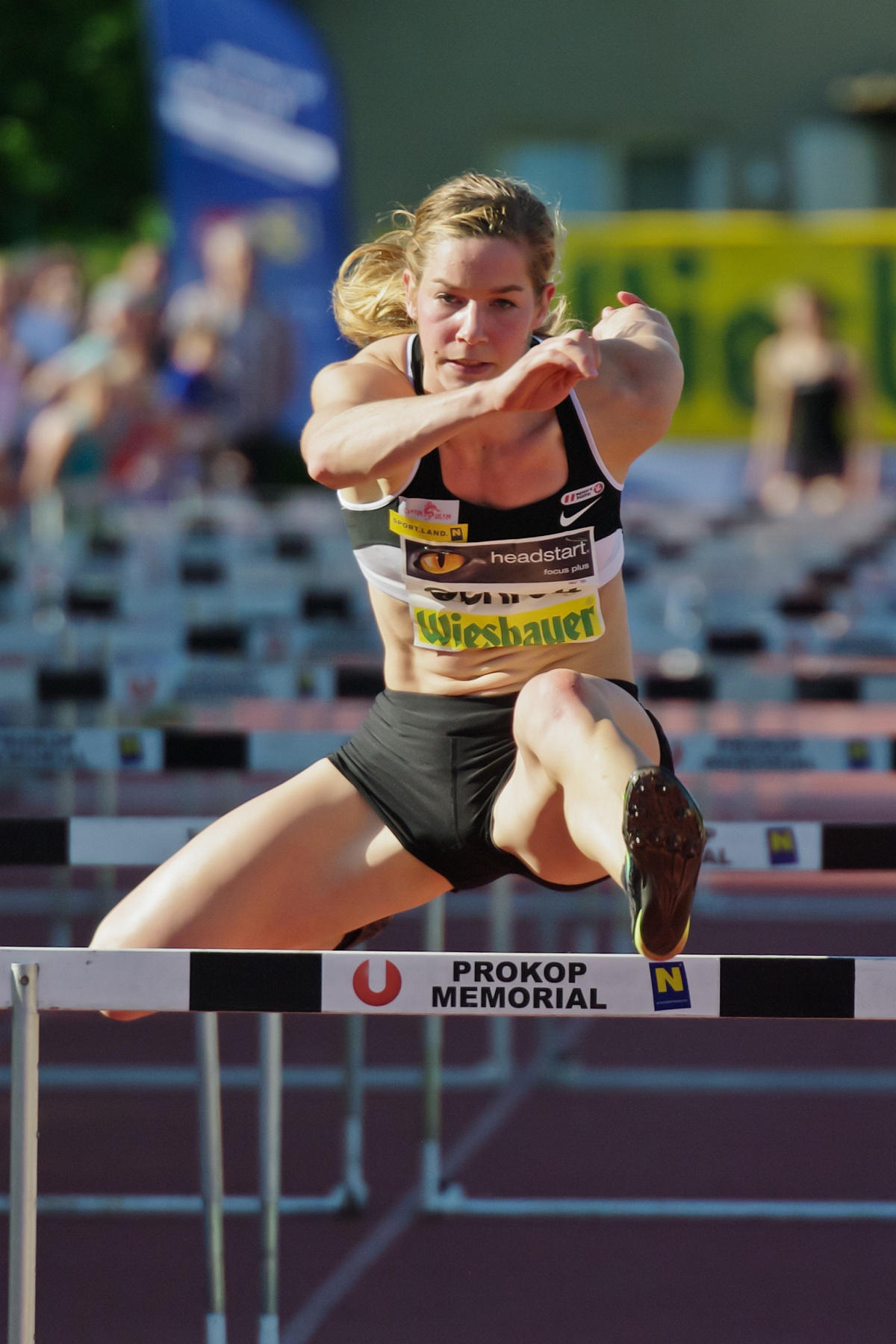
Beate Schrott Rang sechs in 13,25 s
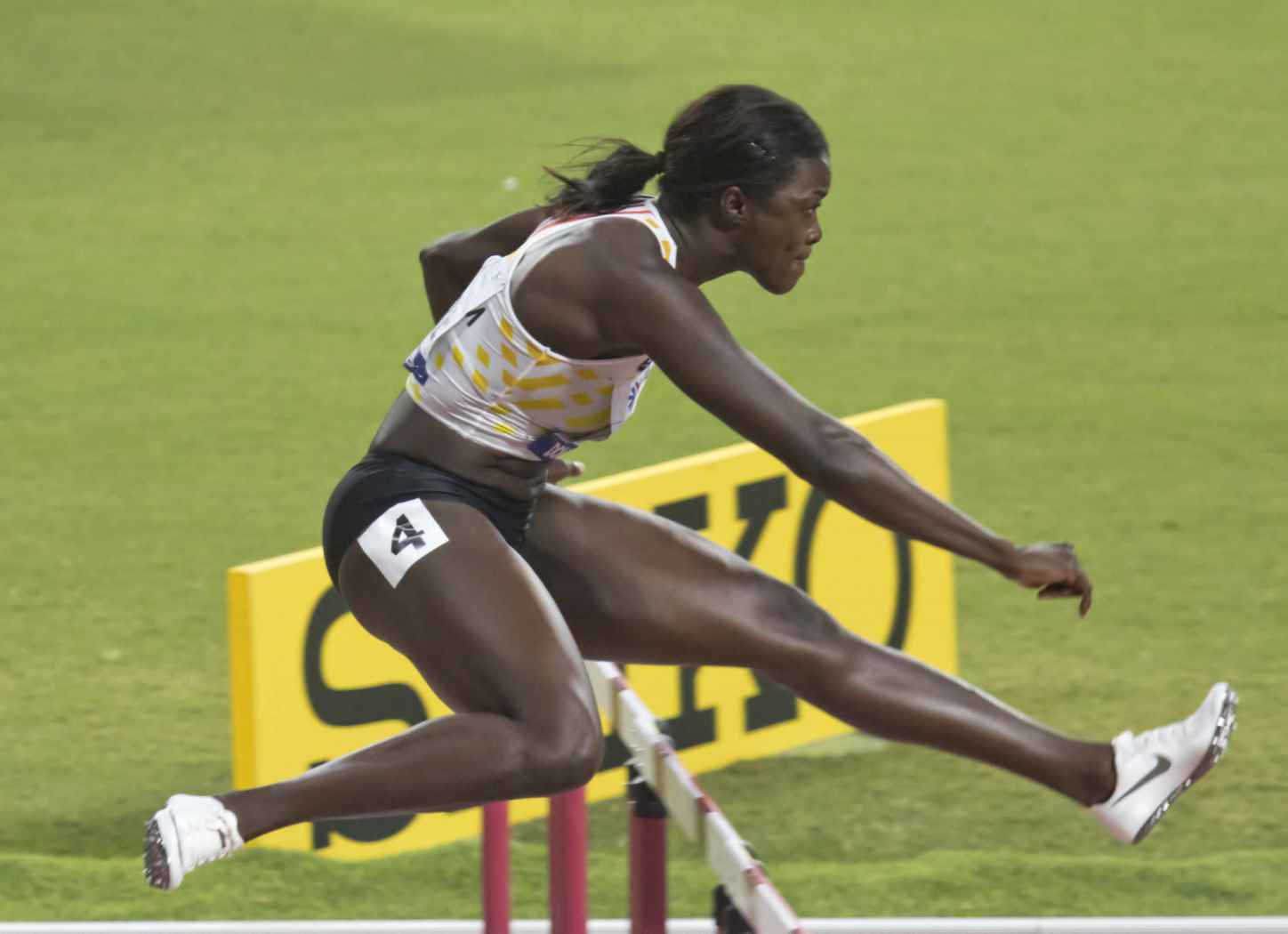
Anne Zagré – disqualifiziert wegen Behinderung

## Finale

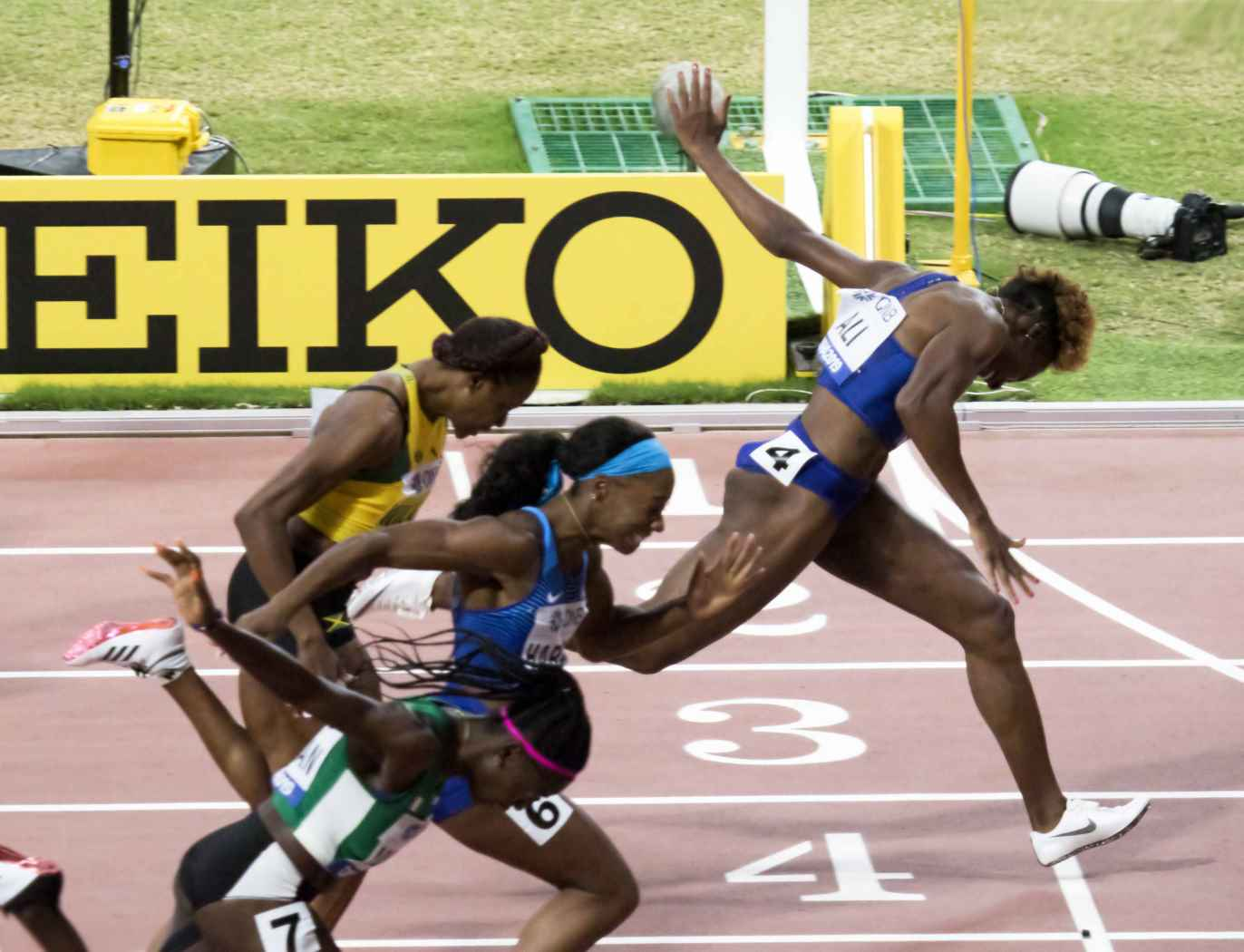
Der Zieleinlauf

6. Oktober 2019, 20:50 Uhr Ortszeit (19:50 Uhr MESZ)

Wind: +0,3 m/s
| Platz | Bahn | Athletin          | Land        | Zeit (s) |
| ----- | ---- | ----------------- | ----------- | -------- |
|       | 4    | Nia Ali           | USA         | 12,34 PB |
|       | 6    | Kendra Harrison   | USA         | 12,46    |
|       | 5    | Danielle Williams | Jamaika     | 12,47    |
| 4     | 7    | Tobi Amusan       | Nigeria     | 12,49    |
| 5     | 3    | Andrea Vargas     | Costa Rica  | 12,64 NR |
| 6     | 2    | Nadine Visser     | Niederlande | 12,66    |
| 7     | 8    | Janeek Brown      | Jamaika     | 12,88    |
|       | 9    | Megan Tapper      | Jamaika     | DNF      |

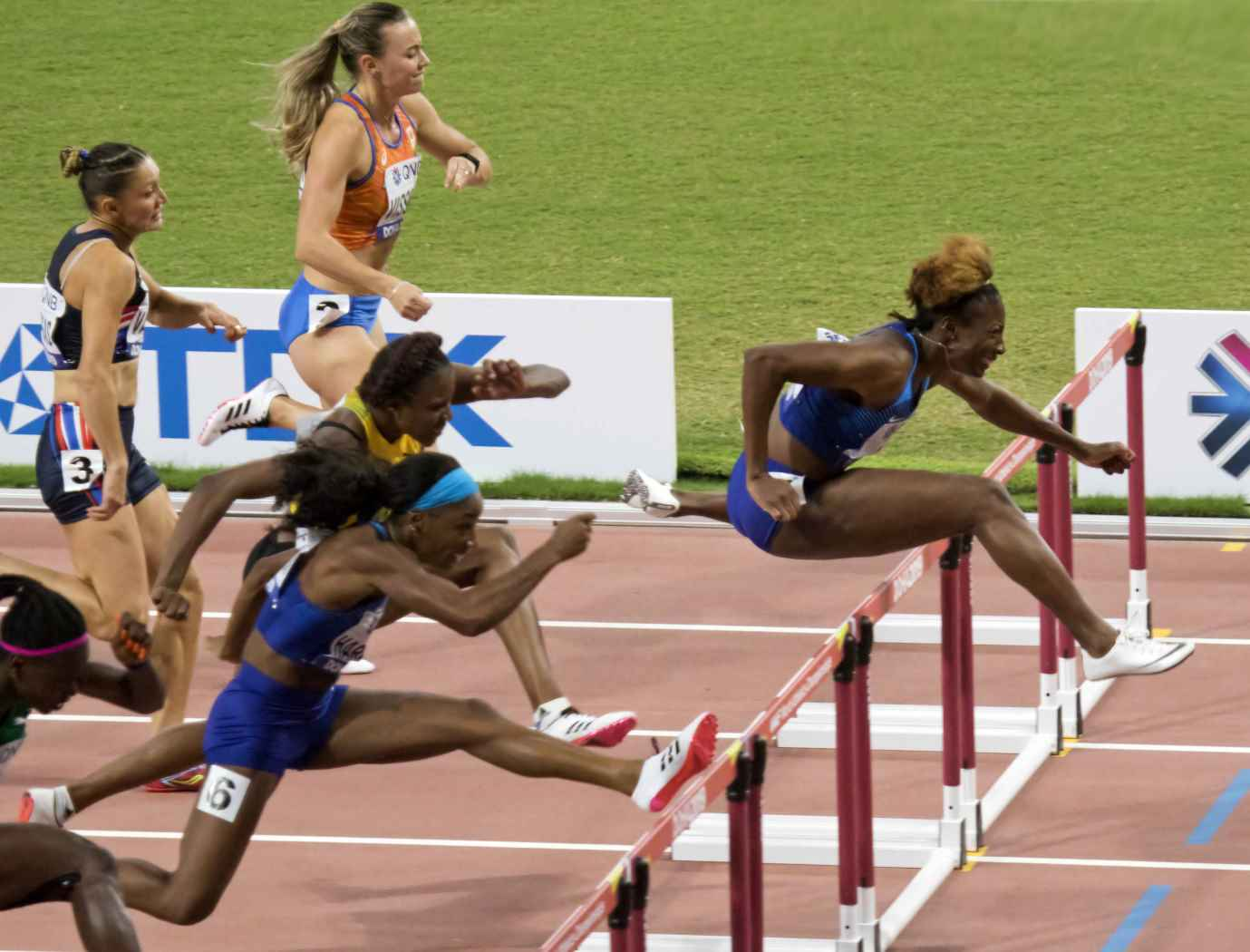
Die Finalistinnen auf der Strecke
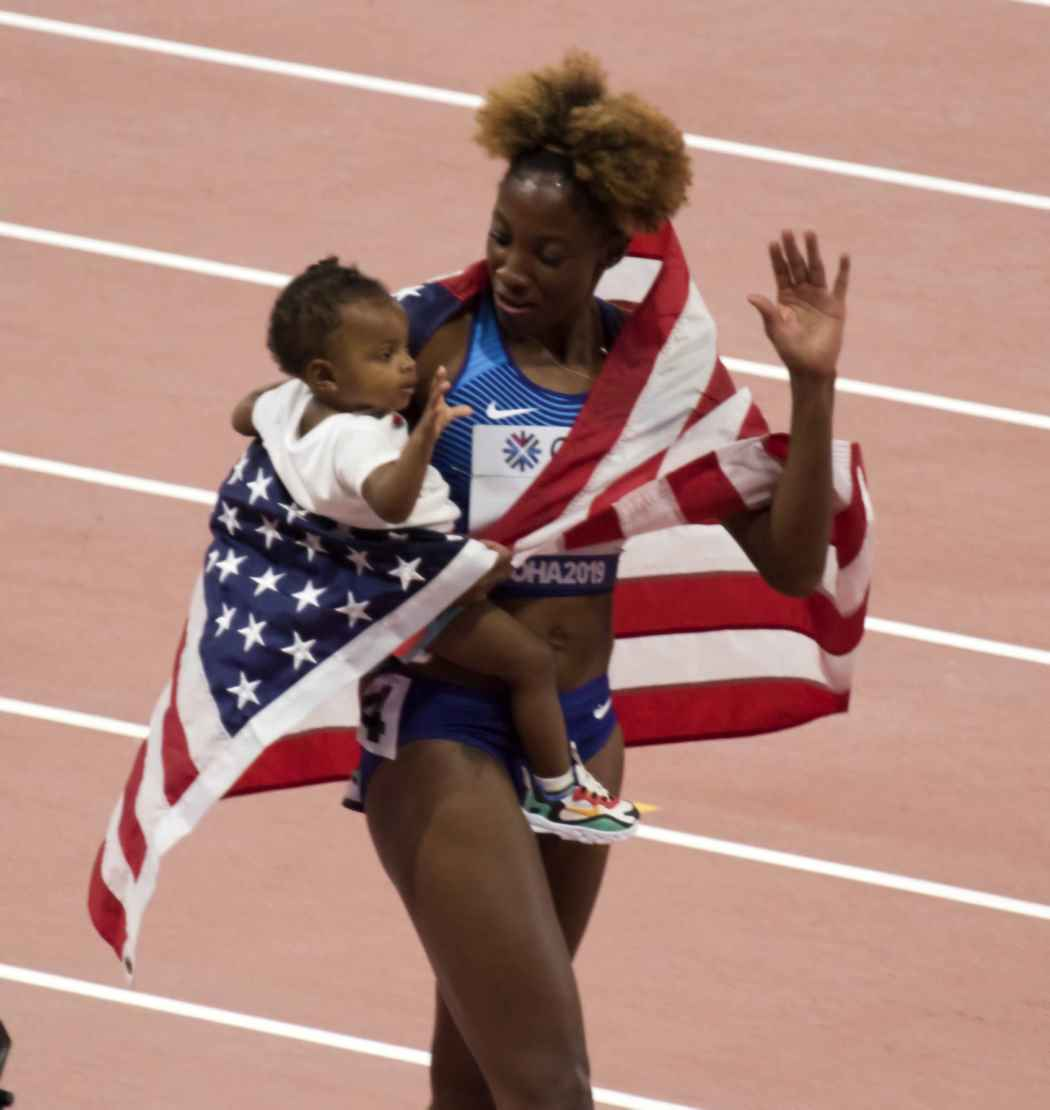
Weltmeisterin Nia Ali auf ihrer Ehrenrunde
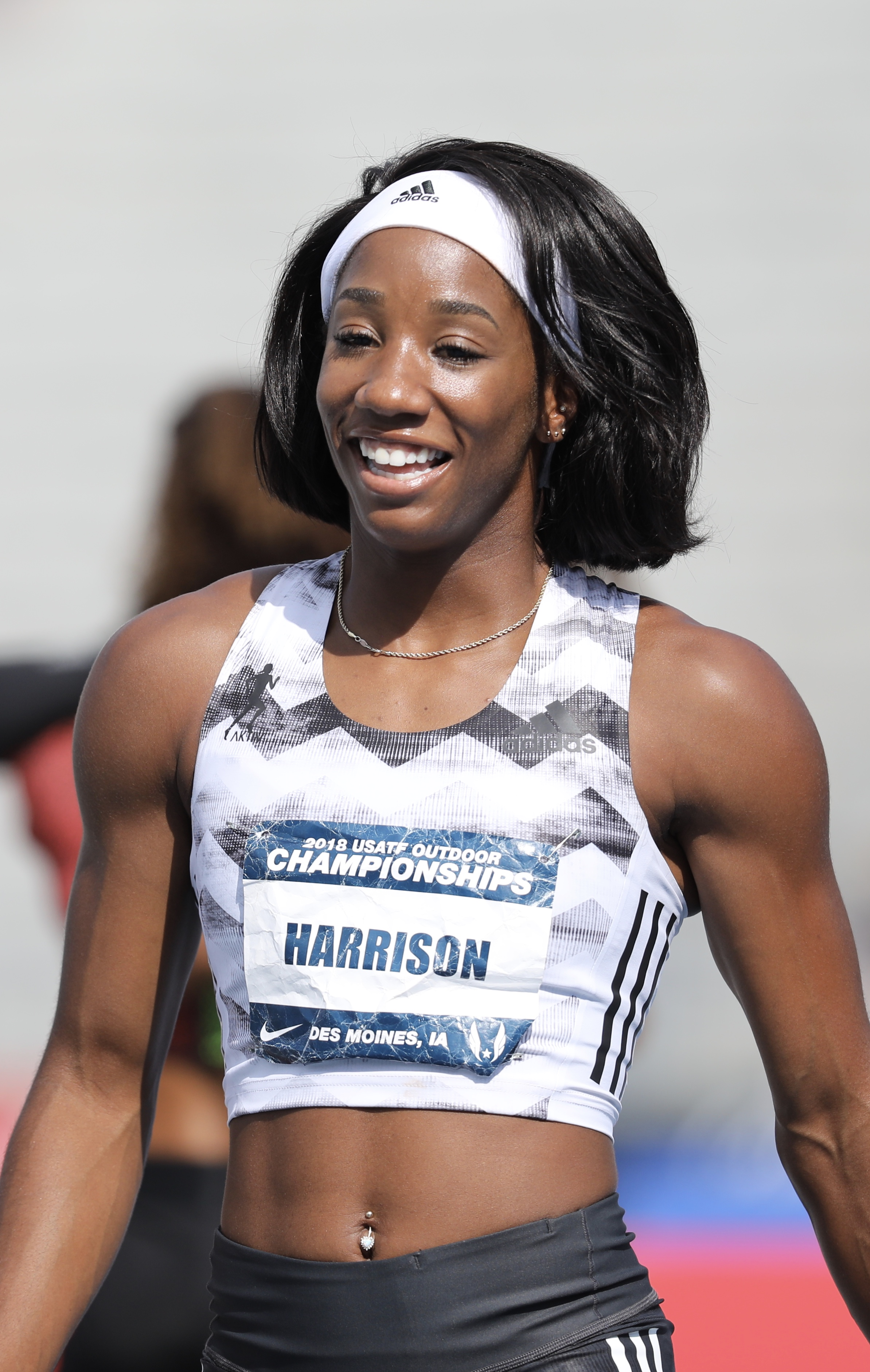
Vizeweltmeisterin Kendra Harrison
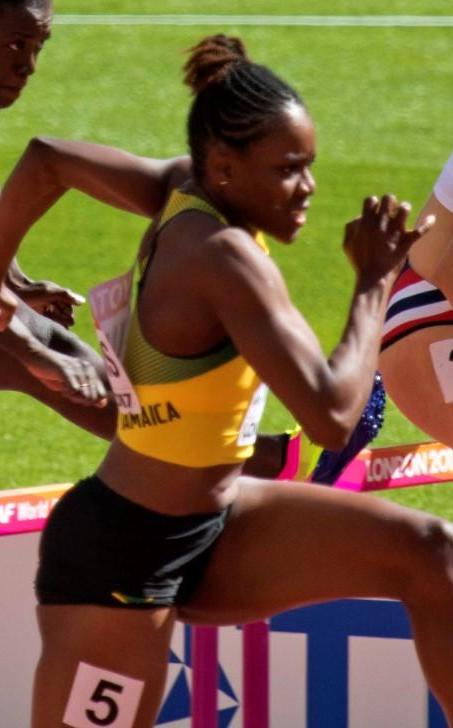
Bronzemedaillengewinnerin Danielle Williams
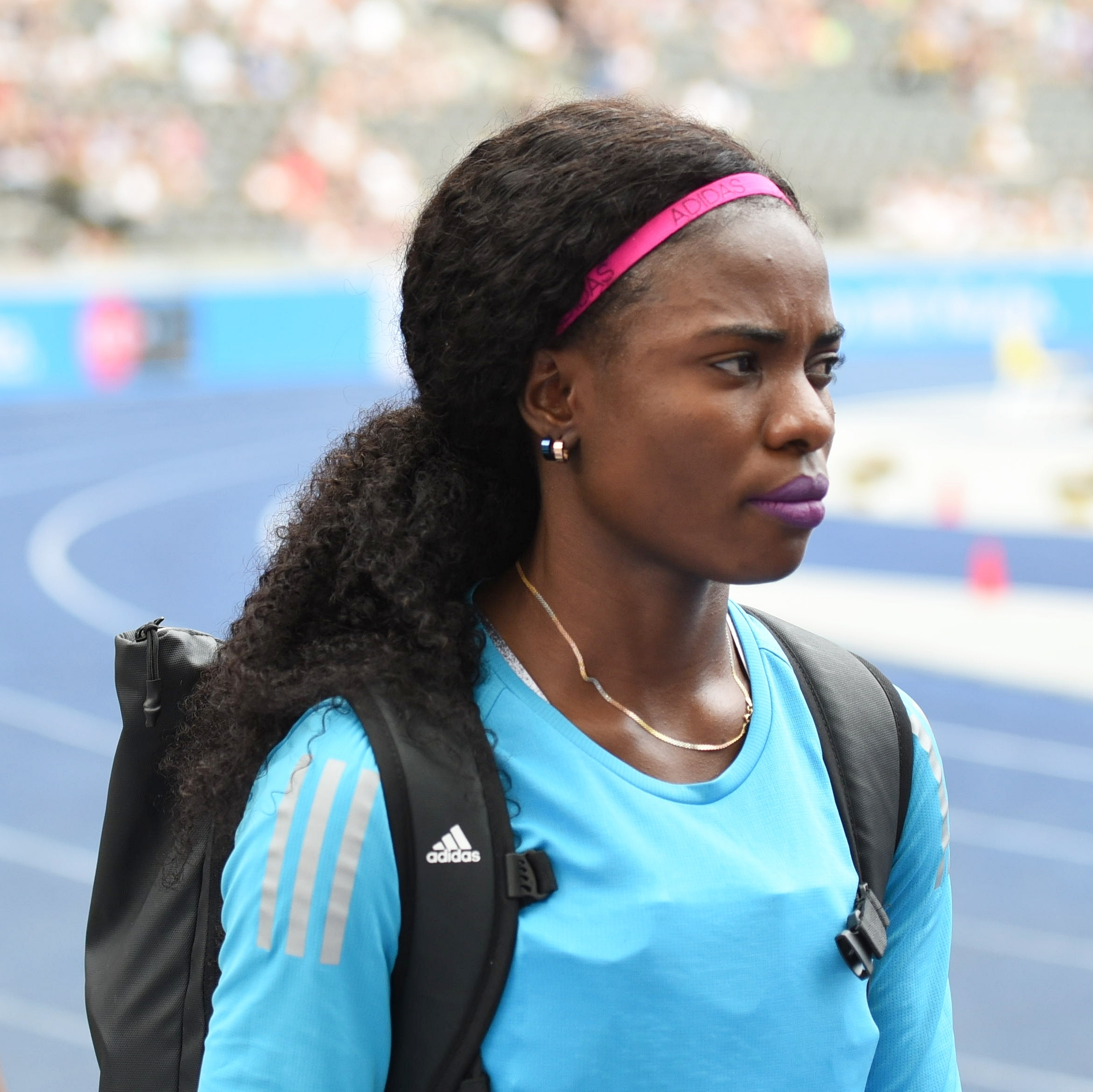
Tobi Amusan belegte Rang vier
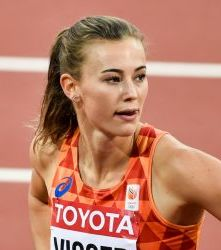
Die sechstplatzierte Nadine Visser

## Videolinks
- Women's 100m Hurdles Final | World Athletics Championships Doha 2019, youtube.com, abgerufen am 22. März 2021
- Women's 100m Hurdles Semi-Finals | World Athletics Championships Doha 2019, youtube.com, abgerufen am 22. März 2021